# Лига демократической автономии Тайваня
Ли́га демократи́ческой автоно́мии Тайва́ня (кит. трад. 台灣民主自治同盟, упр. 台湾民主自治同盟, пиньинь Táiwān Mínzhǔ Zìzhì Tóngméng, палл. тайвань миньчжу цзычжи тунмэн) — одна из демократических партий, действующих в КНР.

## История
Она была основана в Гонконге в 1947 году, в ответ на кровавое подавление беспорядков на Тайване в феврале 1947 года.
В настоящее время сосредоточено около 1600 членов из Тайваня либо с тайваньскими корнями.
Председателем лиги с 1949 по 1958 годы являлась Се Сюэхун.